# Роберт II од Артоа
Роберт II од Артоа (фр. Robert II, le Noble, comte d'Artois, 1250–1302) био је француски војсковођа и синовац краља Луја IX.

## Живот и рад
Робертов отац, Роберт I од Артоа, млађи брат краља  Луја IX, погинуо је у бици код Мансуре у Египту (8. фебруара 1250) у седмом крсташком рату.
Као краљев рођак, Роберт II је командовао француском војском у Гијенском (1294-1297) и Фландријском рату (1297-1305). Потукао је Фламанце код Вернеа (13. августа 1297), што је довело до примирја са енглеским краљем Едвардом I. После освајања Фландрије (1300) и устанка фламанских грађана (18. маја 1302) поново је упао у Фландрију са 5.000 коњаника и 3.000 стрелаца, али је у бици код Куртреа 11. децембра 1302. претрпео тежак пораз, где је и погинуо. Роберт је добро проценио јачину противниковог положаја, али се ипак одлучио на битку. Феудални понос није му дао да устукне пред грађанима које су феудалци толико презирали и који никад дотле нису тукли витезове.